# Centris tamarugalis
Centris tamarugalis är en biart som beskrevs av Toro och Chiappa 1989. Centris tamarugalis ingår i släktet Centris och familjen långtungebin. Inga underarter finns listade.